# Сан Мартино (Верона)
Сан Мартино је насеље у Италији у округу Верона, региону Венето.
Према процени из 2011. у насељу је живело 20 становника. Насеље се налази на надморској висини од 155 м.